# داني أولمو
دانييل أولمو كارفاخال (مواليد 7 مايو 1998) لاعب كرة قدم إسباني يلعب كوسط مهاجم أو جناح أيسر مع نادي برشلونة في الدوري الإسباني ومنتخب إسبانيا لكرة القدم.
بعد فترة قضاها في لا ماسيا، ظهر أولمو لأول مرة كلاعب مُحترف مع دينامو زغرب في كرواتيا عام 2015. شارك في 124 مباراة مع النادي، سجل خلالها 34 هدفًا وفاز بالدوري الكرواتي خمس مرات وكأس كرواتيا ثلاث مرات. في عام 2020، انضم إلى آر بي لايبزيغ، حيث فاز بلقبين من كأس ألمانيا في 2022 و2023 وكذلك كأس السوبر الألماني 2023، حيث سجل هاتريك.
فاز أولمو ببطولة أمم أوروبا تحت 21 سنة 2019 مع منتخب إسبانيا تحت 21 سنة، وميدالية فضية في بطولة الألعاب الأولمبية 2020. ظهر لأول مرة دوليًا مع المنتخب الأول في عام 2019، وكان جزءًا من المنتخب الذي وصل إلى نصف نهائي يورو 2020، وفاز بلقب دوري الأمم الأوروبية 2022–23. وكان لاعبًا مع منتخب إسبانيا الذي فاز بـ يورو 2024، حيثُ أنهى البطولة كهداف بالمُناصفة مع عدة لاعبين.

## مسيرة النادي

### البداية المبكرة
وُلد أولمو في تاراسا في مقاطعة برشلونة وانضم إلى أكاديمية الشباب لنادي برشلونة في سن التاسعة، قادماً من إسبانيول.

### دينامو زغرب
في خطوة مفاجئة، انضم أولمو إلى دينامو زغرب في 31 يوليو 2014، عُندما كان عمره 16 عامًا. في 7 فبراير 2015 ظهر لأول مرة مع الفريق الأول ضد نادي لوكوموتيفا كبديل في الدقيقة 76 لـ باولو ماتشادو وفاز الفريق 2-1 على أرضهم. في 22 سبتمبر، سجل هدفه الأول بفوز الفريق 7-1 على أوشتريك زلاتار في الدور الأول من كأس كرواتيا.
في 22 أغسطس 2016، وقع أولمو عقدًا جديدًا لمدة أربع سنوات. سجل ثلاثة أهداف في أربع مباريات حيث احتل الفريق المركز الثاني في كأس كرواتيا 2016–17، وسجل هدف بخسارة الفريق 3-1 أمام نادي رييكا في النهائي في 31 مايو؛ قبل أربعة أيام من النهائي، سجل هدفه الأول في الدوري بفوز الفريق 5-2 على أرضهم ضد نفس الفريق في مباراة تحصيل حاصل بعد حسم اللقب رسميًا.
قدم أولمو تمريرة حاسمة لـ عزت هاجروفيتش للهدف الثالث وسجل الهدف الرابع بفوز الفريق 4-1 على فنربخشة في الدوري الأوروبي في 20 سبتمبر 2018. في 17 ديسمبر، اُختير أولمو كأفضل لاعب في الدوري الكرواتي الممتاز لعام 2018. في نفس الشهر، احتل المركز 11 في جائزة الفتى الذهبي مُتقدماً على لاعبين أمثال كيليان مبابي وجوسيب بريكالو. في 14 فبراير 2019، سجل الهدف الوحيد في مباراة دور الـ32 من الدوري الأوروبي ضد فيكتوريا بلزن التي انتهت بالخسارة 2-1. في 3 يونيو، اُختير كأفضل لاعب وأفضل لاعب شاب في الدوري الكرواتي الممتاز 2018–19.
في 18 سبتمبر 2019، ظهر لأول مرة في دوري أبطال أوروبا بفوز الفريق 4-0 على أرضهم ضد أتالانتا. سجل هدفه الأول في البطولة في 22 أكتوبر في تعادل 2-2 خارج الأرض ضد شاختار دونيتسك. في 11 ديسمبر، سجل الهدف الوحيد لدينامو بخسارة الفريق 1-4 على أرضهم أمام مانشستر سيتي حيثُ أنهى دينامو في قاع المجموعة.

### آر بي لايبزيغ
في 25 يناير 2020، انتقل أولمو إلى آر بي لايبزيغ في الدوري الألماني موقّعًا عقدًا لمدة أربع سنوات. ظهر لأول مرة بعد أسبوع بتعادل فريقه 2-2 ضد بوروسيا مونشنغلادباخ حيث دخل بديلًا لـ تايلر آدمز في الدقيقة 69. في 4 فبراير، سجل الهدف الوحيد بخسارة فريقه 3-1 ضد آينتراخت فرانكفورت في كأس ألمانيا بعد أن دخل بديلًا لـ أمادو هايدارا في الشوط الأول.
شارك أولمو لأول مرة كأساسي في 9 فبراير 2020 ضد بايرن ميونخ وانتهت المباراة بالتعادل السلبي حيثُ خرج في الدقيقة 69 وحل محله باتريك شيك. في 12 يونيو، سجل هدفين بفوز فريقه 2-0 على نادي هوفنهايم. في 13 أغسطس، سجل الهدف الأول بفوز فريقه 2-1 على أتلتيكو مدريد في ملعب جوزيه ألفالادي وتأهل لايبزيغ إلى نصف نهائي دوري أبطال أوروبا لأول مرة في تاريخ النادي.
شارك أولمو في أربع مباريات في مسيرة آر بي لايبزيغ لتحقيق لقب كأس ألمانيا 2021–22. في 19 يناير، سجل أولمو الهدف الثاني ليضمن فوز فريقه 2-0 على هانزا روستوك في دور الـ 16. في 21 مايو، كان بديلاً في الدقيقة 69 لـ كيفن كامبل في نهائي كأس ألمانيا 2022، وسجل ركلة من ركلات الترجيح بعد التعادل 1-1 ضد نادي فرايبورغ؛ قبل دقيقتين من نهاية الوقت الإضافي، تعرض لتدخل في منطقة الجزاء من نيكولا هوفلر وطُرد كامبل من مقاعد البدلاء لمطالبته بركلة جزاء. في 30 يوليو، مرة أخرى بديلًا لـ كامبل، سجل هدفًا لتقليص الفارق بخسارة فريقه 5-3 أمام بايرن ميونخ في كأس السوبر الألماني 2022.
في 12 أغسطس 2023، سجل أولمو هاتريك في كأس السوبر الألماني ضد بايرن ميونخ مسجلاً الأهداف الوحيدة في المباراة.

### برشلونة
في 9 أغسطس 2024، عاد أولمو إلى نادي برشلونة، ناديه الذي بدأ فيه مسيرته الكروية حيثُ وقع عقدًا لمدة ست سنوات في صفقة تقدر قيمتها بحوالي 60 مليون يورو.
في 27 أغسطس 2024، وبعد غيابه عن مباراتي فالنسيا وأثلتيك بلباو بسبب عدم القدرة على تسجيله بسبب مشاكل في سقف الرواتب، ظهر داني أولمو لأول مرة مع برشلونة كبديل لزميله فيران توريس في الشوط الثاني ضد رايو فاليكانو وسجل هدف الفوز في الدقيقة 82 ليمنح فريقه الفوز بنتيجة 1–2 خارج ملعبه. في 3 نوفمبر، وبعد عودته من الإصابة، سجل أولمو الهدفين الرابع والخامس له مع برشلونة في خمس مباريات ضد إسبانيول حيثُ أحرز ثنائية في تلك المباراة. في 26 نوفمبر، سجل أولمو هدفه الأول في دوري أبطال أوروبا مع برشلونة في الفوز 3–0 على بريست.
بسبب فشل برشلونة في تسجيله وزميله باو فيكتور في الوقت المحدد لعام 2025 أصبح لدى أولمو خيار أن يصبح لاعب حر ويستطيع التفاوض مع أي نادٍ.

## المسيرة الدولية

### منتخب الشباب
كان أولمو جزءًا من المنتخب الإسباني في بطولة أمم أوروبا تحت 17 سنة 2015 التي أُقيمت في بلغاريا؛ سجل هدفًا في ركلات الترجيح حيث تم إقصاؤهم من قبل ألمانيا في ربع النهائي، بعد إقصائهم من قبل ألمانيا في ربع النهائي، حصل منتخب إسبانيا على فرصة أخرى للتأهل إلى كأس العالم تحت 17 سنة عبر مباراة ملحق ضد إنجلترا، وفي تلك المباراة، تصدى الحارس الإنجليزي ويل هوفر لمحاولة أولمو في ركلات الترجيح، مما أدى إلى خسارة إسبانيا وتأهل إنجلترا إلى كأس العالم لذلك العام. في أواخر عام 2017، قال توميسلاف سفيتينا، إداري دينامو زغرب، إن النادي يبذل كل ما في وسعه لحصول أولمو على الجنسية الكرواتية حيثُ أبدى اللاعب نفسه رغبته في تمثيل المنتخب الكرواتي على المستوى الدولي. ومع ذلك، في أكتوبر 2018، ظهر لأول مرة مع المنتخب الإسباني تحت 21 سنة.
كان أولمو جزءًا من المنتخب الإسباني الذي فاز في بطولة أمم أوروبا تحت 21 سنة 2019 في إيطاليا وسان مارينو، حيثُ لعب أربع مباريات، وقدم تمريرة حاسمة واحدة وسجل ثلاثة أهداف، بما في ذلك هدف في النهائي مما جعله يُختار رجل المباراة.

### المنتخب الأول
اُستدعي أولمو لأول مرة إلى المنتخب الإسباني الأول في نوفمبر 2019 للمشاركة في تصفيات بطولة أمم أوروبا 2020 ضد منتخب مالطا ومنتخب رومانيا، بعد أن حسمت إسبانيا تأهلها لأمم أوروبا. ظهر لأول مرة في 15 نوفمبر بديلاً لـ ألفارو موراتا في الدقيقة 66 وسجل بعد ثلاث دقائق من دخوله بفوز الفريق 7-0 على مالطا على أرضهم. سجل زميله باو توريس أيضًا في نفس المباراة، مما جعلها المرة الأولى مُنذ 30 عامًا التي يسجل فيها لاعبان إسبانيان في أول مباراة دولية لهما.
في 24 مايو 2021، اُستدعي أولمو ضمن قائمة لويس إنريكي المكونة من 24 لاعبًا للمشاركة في بطولة أمم أوروبا 2020. في 28 يونيو، في الوقت الإضافي في مباراة دور الـ16 ضد كرواتيا، قدّم أولمو تمريرتين حاسمتين لكل من موراتا وميكيل أويارزابال ليُسجلا الهدفين الرابع والخامس على التوالي لتنتهي المباراة بنتيجة 5-3 لصالح إسبانيا. في 2 يوليو، بعد انتهاء مباراة ربع النهائي بالتعادل 1-1 مع سويسرا واللجوء إلى ركلات الترجيح، نجح أولمو في تسجيل ركلته، وفازت إسبانيا بنتيجة 3-1. في 6 يوليو، خلال مباراة نصف النهائي ضد إيطاليا، قدّم أولمو تمريرة حاسمة لموراتا ليُسجل هدف التعادل؛ ومع ذلك، انتهت المباراة بالتعادل 1-1 ولجأ الفريقان إلى ركلات الترجيح، حيث أضاع أولمو ركلته، وفازت إيطاليا بنتيجة 4-2.
اُستدعي أولمو في تشكيلة لويس دي لا فوينتي المكونة من 22 لاعبًا للمشاركة في الألعاب الأولمبية الصيفية 2020 في 29 يونيو 2021. في طريق إسبانيا نحو الفوز بالميدالية الفضية الأولمبية، قدّم أولمو تمريرة حاسمة في التعادل 1-1 ضد الأرجنتين، وسجل هدفًا وقدم تمريرة حاسمة أخرى بفوز الفريق 5-2 على ساحل العاج. شارك كأساسي في النهائي الذي خسرته إسبانيا 2-1 أمام البرازيل.
في 11 نوفمبر 2022، اُستدعى أولمو ضمن قائمة لويس إنريكي المكونة من 26 لاعبًا للمشاركة في كأس العالم 2022. في مباراة إسبانيا الافتتاحية في مرحلة المجموعات ضد كوستاريكا، سجل أولمو الهدف الأول وصنع الهدف السابع في المباراة التي انتهت بفوز إسبانيا 7-0، مما جعلها أكبر انتصار لإسبانيا في تاريخ كأس العالم. كما شارك في مباراة التعادل 1-1 ضد ألمانيا، والهزيمة 2-1 أمام اليابان. كما كان أساسيًا في مباراة دور الـ16 لإسبانيا ضد المغرب التي خسرتها إسبانيا 3-0 بركلات الترجيح بعد التعادل 0-0 بعد الوقت الإضافي.
في 7 يونيو 2024، اُستدعي أولمو ضمن قائمة المنتخب الإسباني المكونة من 26 لاعبًا للمشاركة في بطولة أمم أوروبا 2024. سجل أول هدف له في البطولة بفوز الفريق 4-1 على جورجيا في دور الـ 16. في مباراة ربع النهائي ضد ألمانيا، اُختير كأفضل لاعب في المباراة حيثُ سجل هدفًا وقدم تمريرة حاسمة في فوز الفريق 2-1 بعد الوقت الإضافي. سجل هدفه الثالث في البطولة خلال الفوز 2-1 على فرنسا. في نهائي بطولة أمم أوروبا 2024 ضد إنجلترا، لعب دورًا حاسمًا في الفوز 2-1 من خلال إنقاذ هدف محقق في الدقيقة 90. مع تسجيله 3 أهداف في البطولة، حصل أولمو على جائزة الحذاء الذهبي بالتساوي مع خمسة لاعبين آخرين.

## حياته الشخصية
والد أولمو ميكيل لاعب كرة قدم مُعتزل. كان يلعب كمهاجم في أندية الدرجة الثانية. شقيق داني الأكبر، كارلوس، هو أيضًا لاعب كرة قدم ويلعب كمدافع؛ قضى عدة سنوات في كرواتيا، مع فرق المراحل السنية لدينامو زغرب وأيضًا لعب مع نادي لوكوموتيفا. يتحدث أولمو اللغة الكرواتية بطلاقة.

## الإنجازات
دينامو زغرب
- الدوري الكرواتي الممتاز: 2014–15، 2015–16، 2017–18، 2018–19، 2019–20
- كأس كرواتيا: 2014–15، 2015–16، 2017–18
- كأس السوبر الكرواتي: 2019

آر بي لايبزيغ
- كأس ألمانيا: 2021–22،[67] 2022–23[68]
- كأس السوبر الألماني: 2023[69]

برشلونة
- الدوري الإسباني: 2024—25
- كأس ملك إسبانيا: 2024–25
- كأس السوبر الإسباني: 2025

إسبانيا تحت 21 سنة
- بطولة أمم أوروبا تحت 21 سنة: 2019[70]

إسبانيا تحت 23 سنة
- كرة القدم في الألعاب الأولمبية الصيفية الميدالية الفضية: 2020[51]

إسبانيا
- بطولة أمم أوروبا: 2024[71]
- دوري الأمم الأوروبية: 2022–23[72]

فردية
- فريق البطولة في أمم أوروبا تحت 21 سنة: 2019[73]
- دوري أبطال أوروبا التشكيلة المُميزة: 2019[74]
- أفضل لاعب في الدوري الكرواتي[الإنجليزية]: 2018[11]
- جائزة أوسكار كرة القدم[الإنجليزية] - أفضل لاعب تحت 21 سنة في الدوري الكرواتي: 2019.[75]
- جائزة أوسكار كرة القدم - أفضل لاعب في الدوري الكراوتي: 2019.[75]
- جائزة أوسكار كرة القدم - فريق العام للدوري الكرواتي: 2019.[75]
- لاعب العام في دينامو زغرب: 2019
- هداف بطولة أمم أوروبا: 2024 (بالتساوي)[76]
- تشكيلة البطولة: 2024[77]

## وصلات خارجية
- داني أولمو على موقع الاتحاد الدولي (مؤرشف)  (الإنجليزية)
- داني أولمو على موقع الاتحاد الأوربي (الإنجليزية)
- داني أولمو على موقع قاعدة بيانات كرة القدم.إي يو (الإنجليزية)
- داني أولمو على موقع ليكيب (الفرنسية)
- داني أولمو على موقع ناشيونال فوتبول تيمز (الإنجليزية)
- داني أولمو على موقع Soccerbase.com (لاعب) (الإنجليزية)
- داني أولمو على موقع Soccerway.com (الإنجليزية)
- داني أولمو على موقع عالم كرة القدم.نت (الإنجليزية)
- داني أولمو على موقع أوليمبيديا (الإنجليزية)
- داني أولمو على موقع AS.com (الإسبانية)